# Esteve Casanovas i Ramió
Esteve Casanovas i Ramió (Breda, Selva, 7 de desembre de 1856 - 5 de gener de 1905) va ésser un hisendat i secretari de l'Ajuntament de Breda.
Era fill de Francisco Casanobas i Corrons i de Victòria Ramió i Riera ambdós de Breda.
Signà el Missatge a la Reina Regent (1888) i fou designat delegat a l'Assemblea de Manresa (1892).